# Conistra alicia
Conistra alicia is een vlinder uit de familie uilen (Noctuidae). De wetenschappelijke naam is voor het eerst geldig gepubliceerd in 1939 door Lajonquiere.
De soort komt voor in Europa.